# Adriana Lima
Adriana Lima (Salvador, 12 de junho de 1981) é uma supermodelo, atriz e empresária brasileira. Tornou-se conhecida ao vencer a etapa brasileira do concurso Supermodel of the World, classificando-se em segundo lugar na final mundial. Lima fez parte do grupo da Victoria's Secret Angels de 1999 a 2018, sendo a modelo que mais desfilou pela grife, e também a modelo ainda ativa que usou mais vezes o famoso Fantasy Bra (2008, 2010, 2014). Adriana foi embaixadora da Victoria's Secret juntamente com a brasileira Alessandra Ambrósio. Em 2017 Adriana foi nomeada "a Angel mais valiosa da Victoria's Secret".

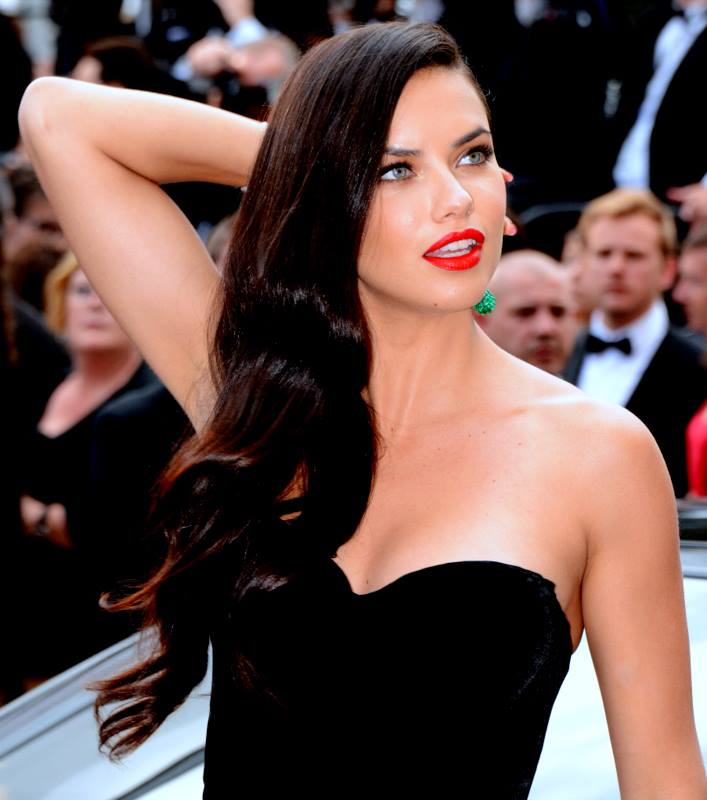
Adriana Lima no festival de Cannes, 2015

Segundo a revista Forbes, Adriana Lima é a segunda modelo mais bem paga do mundo desde 2014. Em 2004, foi a quinta mais bem paga com ganhos estimados em quatro milhões e meio de dólares e quatro milhões em 2005. Entre 2006 e 2009 subiu para a quarta posição, com o pico em 2008 de oito milhões de dólares, caindo para sete milhões e quinhentos mil dólares em 2009, mas em 2010 voltou a ter um pico de oito milhões. Em 2013 ficou na terceira posição, em 2014 ficou na segunda posição, com faturamento de 18 milhões de reais e em 2015 continuou na segunda posição com ganhos de nove milhões de dólares. Em 2016, ficou na segunda posição pelo terceiro ano seguido, com ganhos de 10.5 milhões de dólares. A mesma revista considerou-a em 2005, 2006 e 2012 como uma das "100 celebridades mais influentes do mundo".
É considerada pelo site Models.com como a modelo mais sensual do mundo em seguidas listas anualizadas.

## Biografia
Nascida em Salvador, no bairro humilde de Castelo Branco, Adriana é a única filha de Maria da Graça Lima e Nelson Torres, que havia-as deixado quando ela tinha apenas seis meses de idade. Durante a escola primária, ela ganhou muitos concursos de beleza, mas não considerou seguir uma carreira de modelo. No entanto, aos 15 anos, em 1996, Lima foi efetivamente descoberta quando terminou em primeiro lugar no concurso para a agência de modelos Ford Models Supermodel of Brazil. Lima ainda viria a ficar em segundo lugar na mesma competição em sua edição internacional.
Lima, além do seu nativo português, também fala inglês, espanhol e italiano. Lima tem ascendência africana, indígena, portuguesa, suíça e japonesa, mas se identifica como Afro-brasileira.

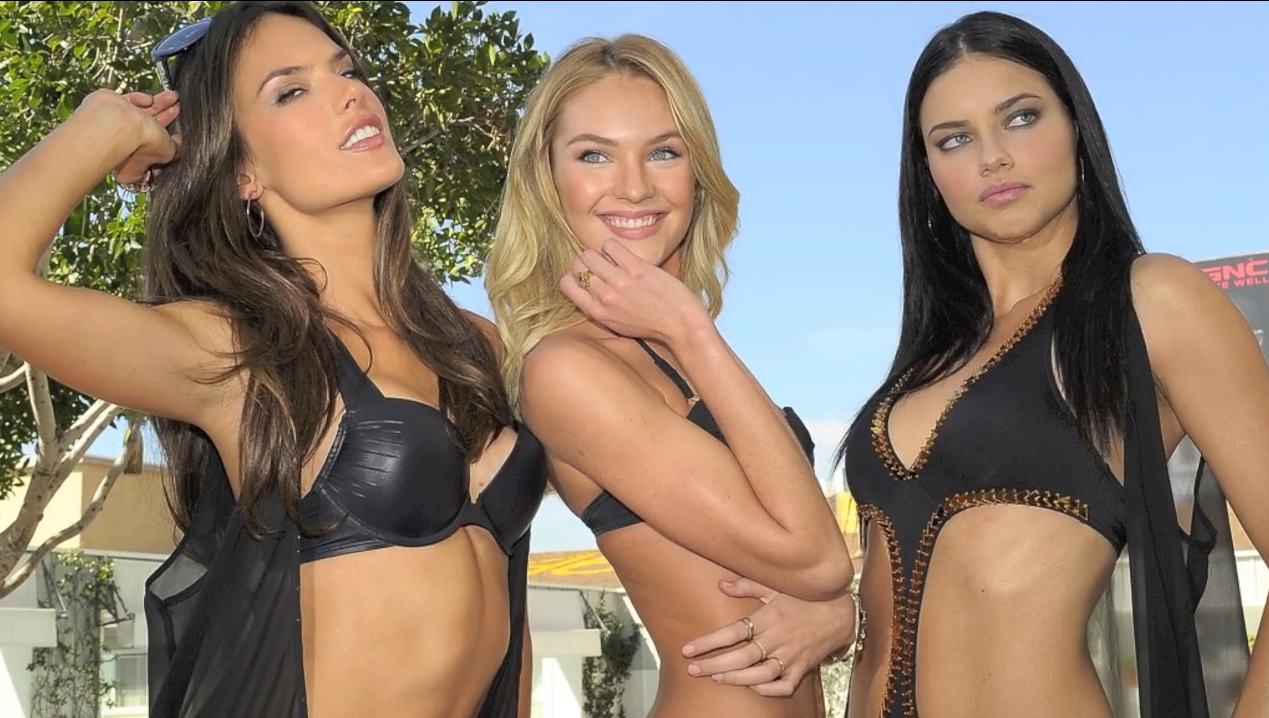
Adriana Lima, Alessandra Ambrosio e Candice Swanepoel em 2011

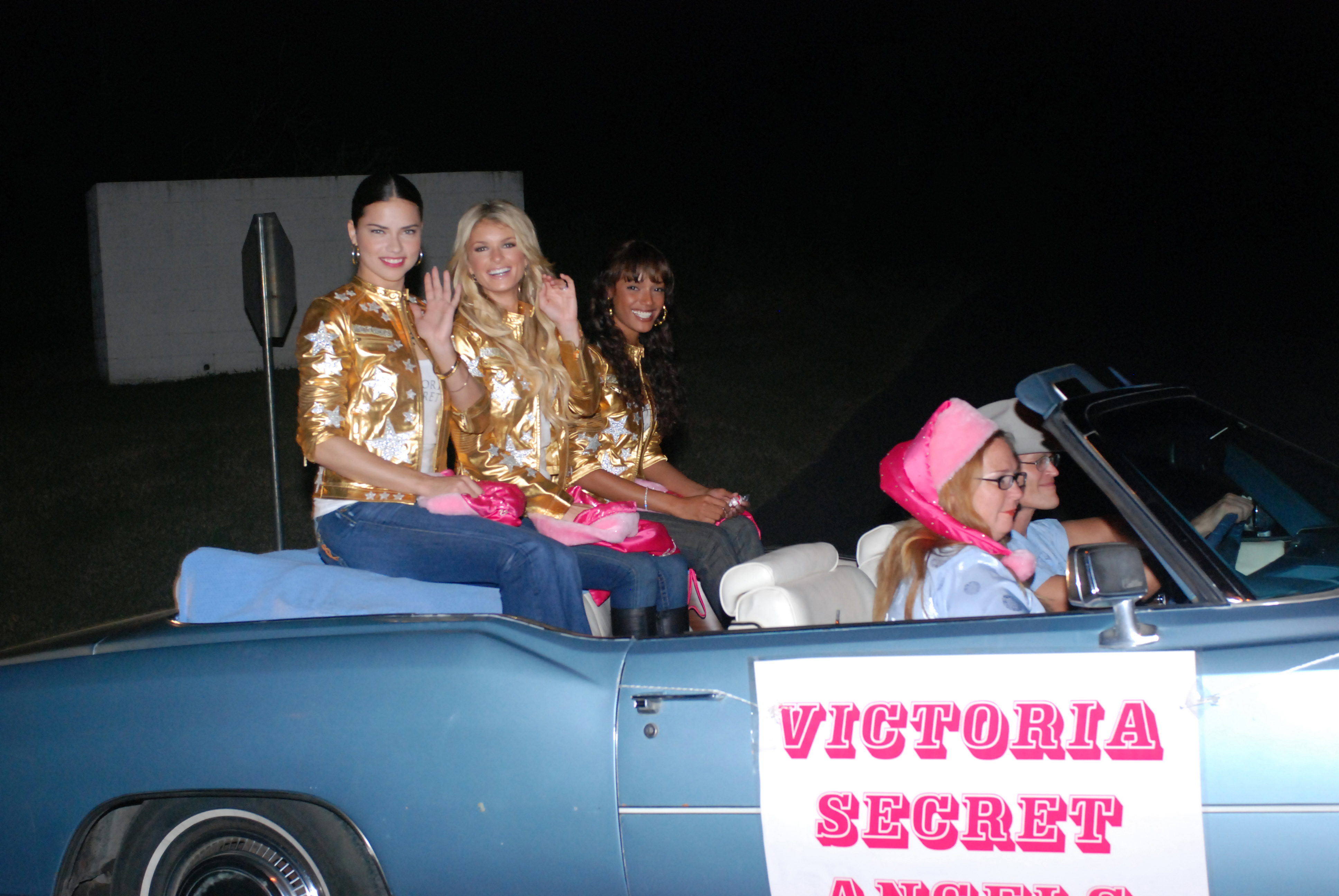
Modelos da Victoria's Secret visitam Guantanamo, Dezembro 2007

## Carreira
Após ficar em segundo lugar no Supermodel of the World. Com 16 anos, Lima mudou-se para Nova Iorque e assinou com an Elite Model Management. Depois disso, ela apareceu em várias edições internacionais da Vogue e Marie Claire e fez passarela para muitos designers famosos como Vera Wang, Christian Lacroix, Giorgio Armani e Valentino.
Em 1999, fez o primeiro desfile de moda da grife americana Victoria's Secret e assinou contrato como uma Angel da marca no ano seguinte.
Ainda em 2000, ela se tornou garota propaganda da marca de roupas Guess e fez muitas campanhas de publicidade para a empresa. Em 2003, ela se juntou a Maybelline como uma modelo promocional onde continuou até 2009, e em 2014 tornou-se embaixadora da empresa.
Enquanto isso, ela trabalhou para algumas marcas de moda notáveis, incluindo, Bebe Stores, Armani, Versace, BCBG e Louis Vuitton. Ela também apareceu nas capas de revistas de moda, tais como, Harper's Bazaar, Elle, GQ, Arena, Vogue, V, Esquire, e French Revue de Modes.
Em 2001, ela estreiou como atriz em The Follow, um curta-metragem da BMW que fez parte da série The Hire, uma forma de conteúdo da marca produzidos para a internet, onde ela interpretou uma donzela em apuros, aparecendo ao lado de Clive Owen, Mickey Rourke e Forest Whitaker.
Em 2005, ela apareceu no calendário Pirelli e também se tornou o rosto da operadora de telefonia celular da Itália, a Telecom Italia Mobile (TIM). Isso lhe rendeu o apelido de "Catherine Zeta Jones da Itália".
Em 2007, Adriana fez uma pequena participação na segunda temporada do seriado How I Met Your Mother, interpretando ela mesma no episódio "The Yips". Apareceu na quarta posição na lista das 100 Mulheres Mais Sensuais da FHM, na sexta em 2009 e oitava em 2010.
Em 2008, ela foi destaque na capa da Esquire. No mesmo ano, ela foi escolhida para ser o rosto da cadeia de lojas de departamento mexicana Liverpool e, ainda, fez uma participação na série de televisão americana Ugly Betty.
Em 2009, desfilou para Givenchy e mais tarde assinou um contrato com Doritos para aparecer em campanhas impressas. Ela foi um dos rostos da Givenchy para a temporada de Outono/Inverno 2009.
Em 2011, assinou contrato com a Vostu, uma empresa brasileira de jogos sociais, para aparecer em seus comerciais. Ela fez a campanha de lançamento do MegaCity, primeiro jogo brasileiro de cidades do Orkut e Facebook.
Em 2012, assinou contrato com uma empresa de vestuário turca, Mavi Jeans, e fez muitas campanhas de publicidade que lhe valeu grande reconhecimento. A campanha foi tão bem sucedida, que as vendas aumentaram 50%.
Ela, pela segunda vez, foi destaque no calendário Pirelli para a edição de 2013. No mesmo ano fez uma participação especial no seriado americano The Crazy Ones.
Em 2015, Adriana se tornou o rosto da linha de óculos da Vogue, a Vogue Eyewear, e do perfume Decadence de Marc Jacobs.
Em abril de 2016, Lima se tornou o rosto da linha de roupas de banho da marca Italiana Calzedonia.
Em julho de 2016, a Victoria's Secret lançou a sua própria linha de sutiãs esportivos, a Victoria Sport, e Lima estrelou o comercial da marca ao lado das modelos Elsa Hosk, Romee Strijd, Jasmine Tookes e Josephine Skriver. O retorno do Victoria’s Secret Fashion Show em 2024 vem após um hiato de cinco anos. Adriana Lima voltou a brilhar nas passarelas, marcando seu retorno no Victoria’s Secret Fashion Show, transmitido nesta terça-feira (15), diretamente de Nova York. A top model brasileira reviveu seu papel icônico como uma das Angels da marca, relembrando seus tempos áureos na grife de lingerie.

## Vida pessoal
Adriana Lima viveu um relacionamento com o cantor pop Lenny Kravitz por dois anos, que teve início em meados dos anos de 2000.
Em maio de 2009, foi relatado que Adriana havia pedido a cidadania sérvia, entretanto, a mesma nunca foi concedida a ela. No dia 14 de fevereiro de 2009, Lima se casou com Marko Jarić, jogador de basquetebol sérvio que jogava na equipe do Real Madrid.
Em maio de 2009, Adriana e Marko, anunciaram que esperavam seu primeiro filho. No dia 15 de novembro de 2009, nasceu em Nova Iorque a primeira filha do casal, Valentina. Em março de 2012, Lima anunciou sua segunda gravidez. No dia 12 de setembro de 2012, novamente em Nova Iorque nasce a segunda filha do casal, Sienna . Em maio de 2014, Adriana anunciou a separação de Marko Jarić. Em 2016 eles finalizaram o divórcio.
Em fevereiro de 2021, Lima começou a namorar Andre Lemmers, diretor de cinema. Em fevereiro de 2022, Adriana anunciou que estava grávida de seu terceiro filho. No dia 29 de agosto de 2022, nasceu o terceiro filho de Adriana, chamado Cyan.

## Filmografia
- 1996: Pista Dupla (produzido no Brasil pela CNT)[59]
- 2001: The Follow – esposa
- 2002: Lenny Kravitz: Yesterday Is Gone – ela mesma
- 2007: How I Met Your Mother (episódio "The Yips") – ela mesma
- 2008: Ugly Betty – ela mesma
- 2013: The Crazy Ones – ela mesma
- 2014: Love Advent – ela mesma
- 2018: Oito Mulheres e um Segredo – ela mesma
- 2019: Palms: Unstatus Quo – ela mesma

## Videoclipe
- 2002: Yesterday Is Gone – Lenny Kravitz[85]